# Circonscription électorale d'Akita
La circonscription électorale d'Akita (秋田県選挙区, Akita-ken senkyo-ku) est une subdivision électorale de la Chambre des conseillers du Japon, représentant la préfecture d'Akita. Deux conseillers y sont élus au scrutin uninominal majoritaire à un tour.

## Conseillers
| Série 1 (1947 : 1er, mandat de 6 ans) | Série 1 (1947 : 1er, mandat de 6 ans) | Élection                   | Série 2 (1947 : 2e, mandat de 3 ans) | Série 2 (1947 : 2e, mandat de 3 ans) |
| ------------------------------------- | ------------------------------------- | -------------------------- | ------------------------------------ | ------------------------------------ |
|                                       | Yasutaka Suzuki (ja) (PLJ)            | 1947                       |                                      | Junkichi Ishikawa (ja) (Ind.)        |
| 1950                                  | Yasutaka Suzuki (ja) (PLJ)            |                            | Kōki Haseyama (ja) (PL)              |                                      |
|                                       | Hajime Suzuki (ja) (Ind.)             | 1953                       | Kōki Haseyama (ja) (PL)              |                                      |
| 1956                                  | Hajime Suzuki (ja) (Ind.)             |                            | Hitoshi Suzuki (ja) (PSJ)            |                                      |
|                                       | Kōichi Matsuno (ja) (PLD)             | 1958,                      | Hitoshi Suzuki (ja) (PSJ)            |                                      |
| 1959                                  | Kōichi Matsuno (ja) (PLD)             |                            | Hitoshi Suzuki (ja) (PSJ)            |                                      |
| 1962                                  | Kōichi Matsuno (ja) (PLD)             |                            | Hitoshi Suzuki (ja) (PSJ)            |                                      |
| 1965                                  | Kōichi Matsuno (ja) (PLD)             |                            | Hitoshi Suzuki (ja) (PSJ)            |                                      |
|                                       | Masaji Sawada (ja) (PSJ)              | 1967,                      | Hitoshi Suzuki (ja) (PSJ)            |                                      |
| 1968                                  | Masaji Sawada (ja) (PSJ)              |                            | Gorō Yamazaki (ja) (PLD)             |                                      |
| 1971                                  | Masaji Sawada (ja) (PSJ)              |                            | Gorō Yamazaki (ja) (PLD)             |                                      |
| 1974                                  | Masaji Sawada (ja) (PSJ)              |                            | Gorō Yamazaki (ja) (PLD)             |                                      |
| ,1976                                 | Masaji Sawada (ja) (PSJ)              | Man Sasaki (ja) (PLD)      |                                      |                                      |
|                                       | Hōsei Norota (ja) (PLD)               | Man Sasaki (ja) (PLD)      | 1977                                 |                                      |
| 1980                                  | Hōsei Norota (ja) (PLD)               | Man Sasaki (ja) (PLD)      |                                      |                                      |
| Hiromitsu Deguchi (ja) (PLD)          | 1983                                  | Man Sasaki (ja) (PLD)      |                                      |                                      |
| Hiromitsu Deguchi (ja) (PLD)          | 1986                                  | Man Sasaki (ja) (PLD)      |                                      |                                      |
|                                       | Akio Hosoya (ja) (PSJ)                | Man Sasaki (ja) (PLD)      | 1989                                 |                                      |
| 1992                                  | Akio Hosoya (ja) (PSJ)                | Man Sasaki (ja) (PLD)      |                                      |                                      |
|                                       | Katsutoshi Kaneda (PLD)               | Man Sasaki (ja) (PLD)      | 1995                                 |                                      |
| 1998                                  | Katsutoshi Kaneda (PLD)               | Shigenobu Saitō (ja) (PLD) |                                      |                                      |
| 2001                                  | Katsutoshi Kaneda (PLD)               | Shigenobu Saitō (ja) (PLD) |                                      |                                      |
| 2004                                  | Katsutoshi Kaneda (PLD)               |                            | Yōetsu Suzuki (ja) (Ind.)            |                                      |
|                                       | Daigo Matsuura (ja) (Ind.)            | 2007                       | Yōetsu Suzuki (ja) (Ind.)            |                                      |
| 2010                                  | Daigo Matsuura (ja) (Ind.)            |                            | Hiroo Ishii (ja) (PLD)               |                                      |
|                                       | Matsuji Nakaizumi (ja) (PLD)          | 2013                       | Hiroo Ishii (ja) (PLD)               |                                      |
| 2016                                  | Matsuji Nakaizumi (ja) (PLD)          |                            | Hiroo Ishii (ja) (PLD)               |                                      |
|                                       | Shizuka Terata (ja) (Ind.)            | 2019                       | Hiroo Ishii (ja) (PLD)               |                                      |
| 2022                                  | Shizuka Terata (ja) (Ind.)            |                            | Hiroo Ishii (ja) (PLD)               |                                      |
| 2025                                  | Shizuka Terata (ja) (Ind.)            |                            | Hiroo Ishii (ja) (PLD)               |                                      |